# Žiletka

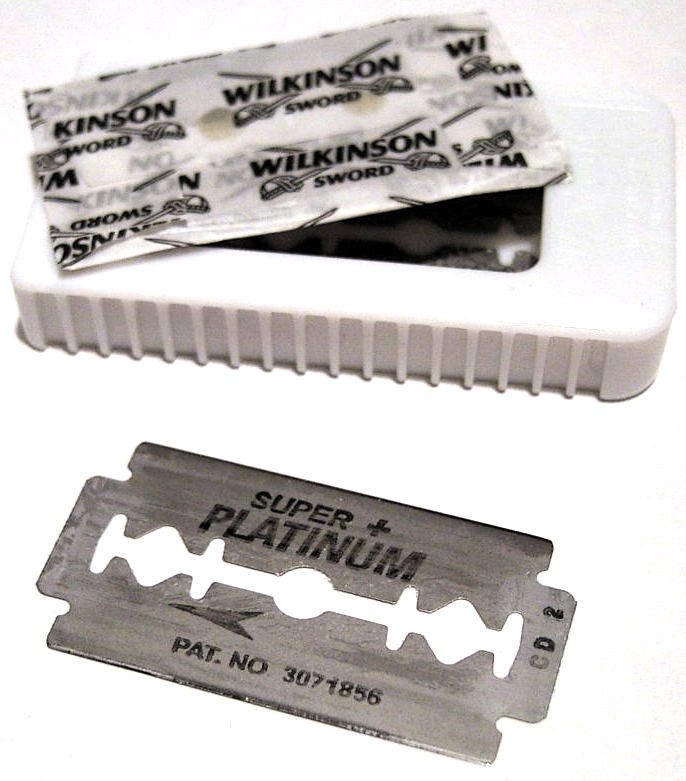
Žiletka a její typické balení

Žiletka je plochý, velmi tenký plíšek z pérové oceli nebo z martenzitické korozivzdorné oceli s velmi tenkým ostřím. Používají se k holení jako břity holicích strojků.
Synonymum pro výraz žiletka je čepelka.

## Historie
První žiletky se objevily v Evropě v 18. století; k významnému rozšíření došlo poté, co je na počátku 20. století zdokonalil a nechal si patentovat americký vynálezce King Camp Gillette, po němž žiletky nesou svůj název – jako eponym.

## Moderní provedení

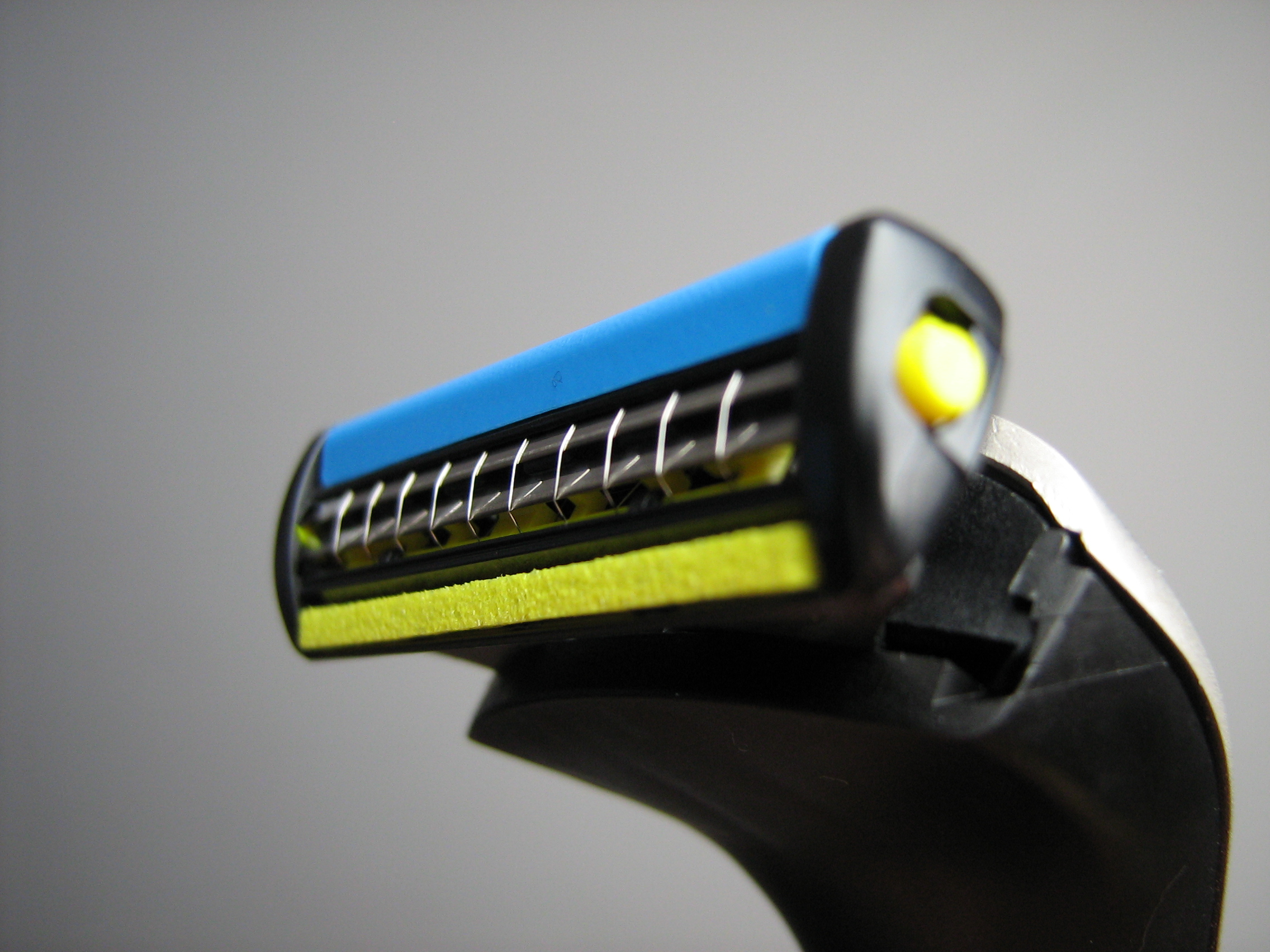
Holicí dvoubřitá hlavice Wilkinson Sword (2006)

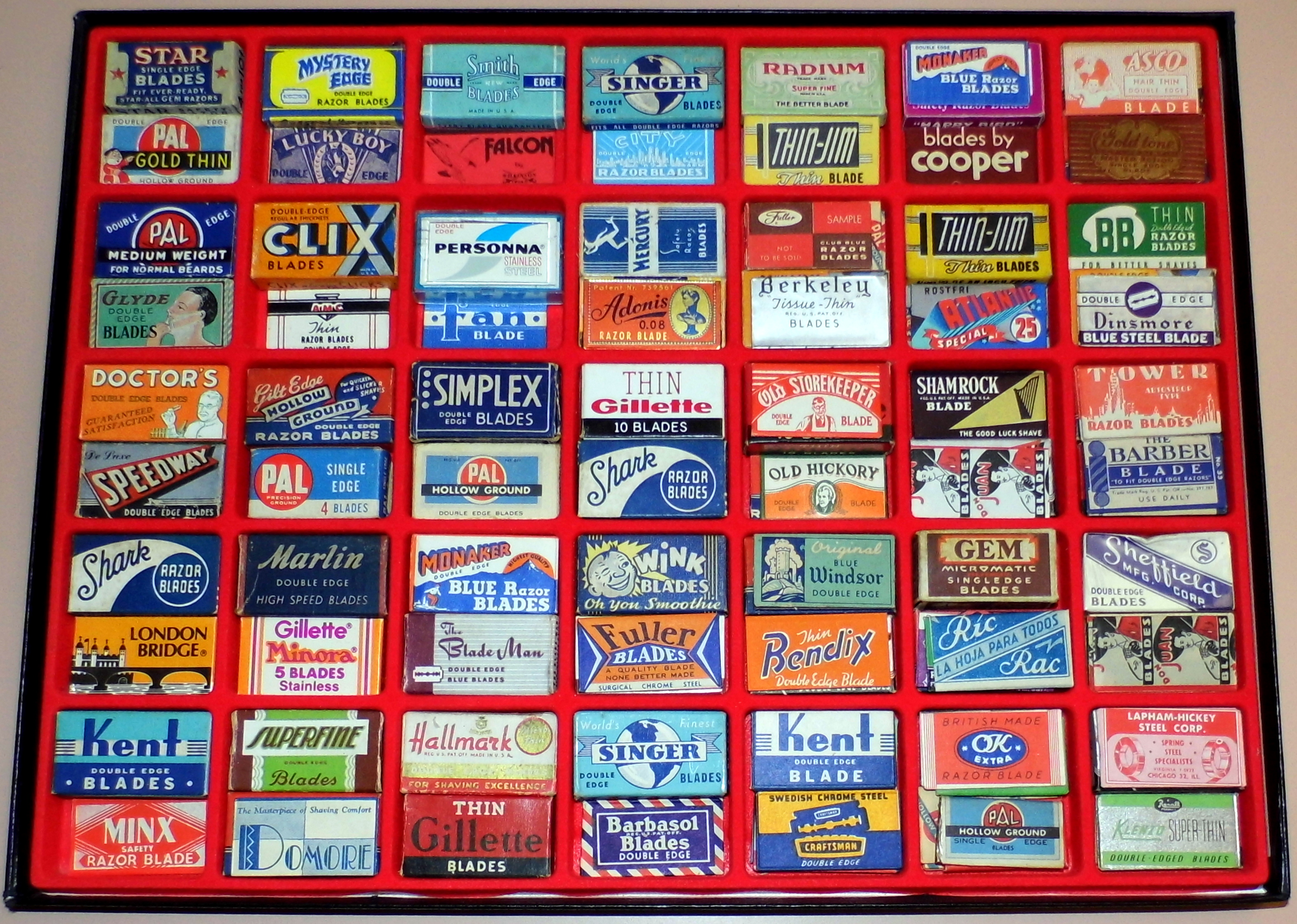
Sbírka historických čepelkových obalů

Pro vícebřité výrobky se používá výraz holicí hlavice (holicí hlava).

## Zajímavost
Jednotlivé žiletky jsou baleny do papírových obalů, kterých dle odhadu může celosvětově existovat na milion druhů. Obalů československých čepelek je evidováno přes 4 200 druhů. Sběratelství čepelkových obalů se nazývá xirofilie. V České republice se mu věnuje několik desítek sběratelů, s rozvojem výroby holicích hlavic zájem o tento koníček klesá.